# Контрвалаційна лінія

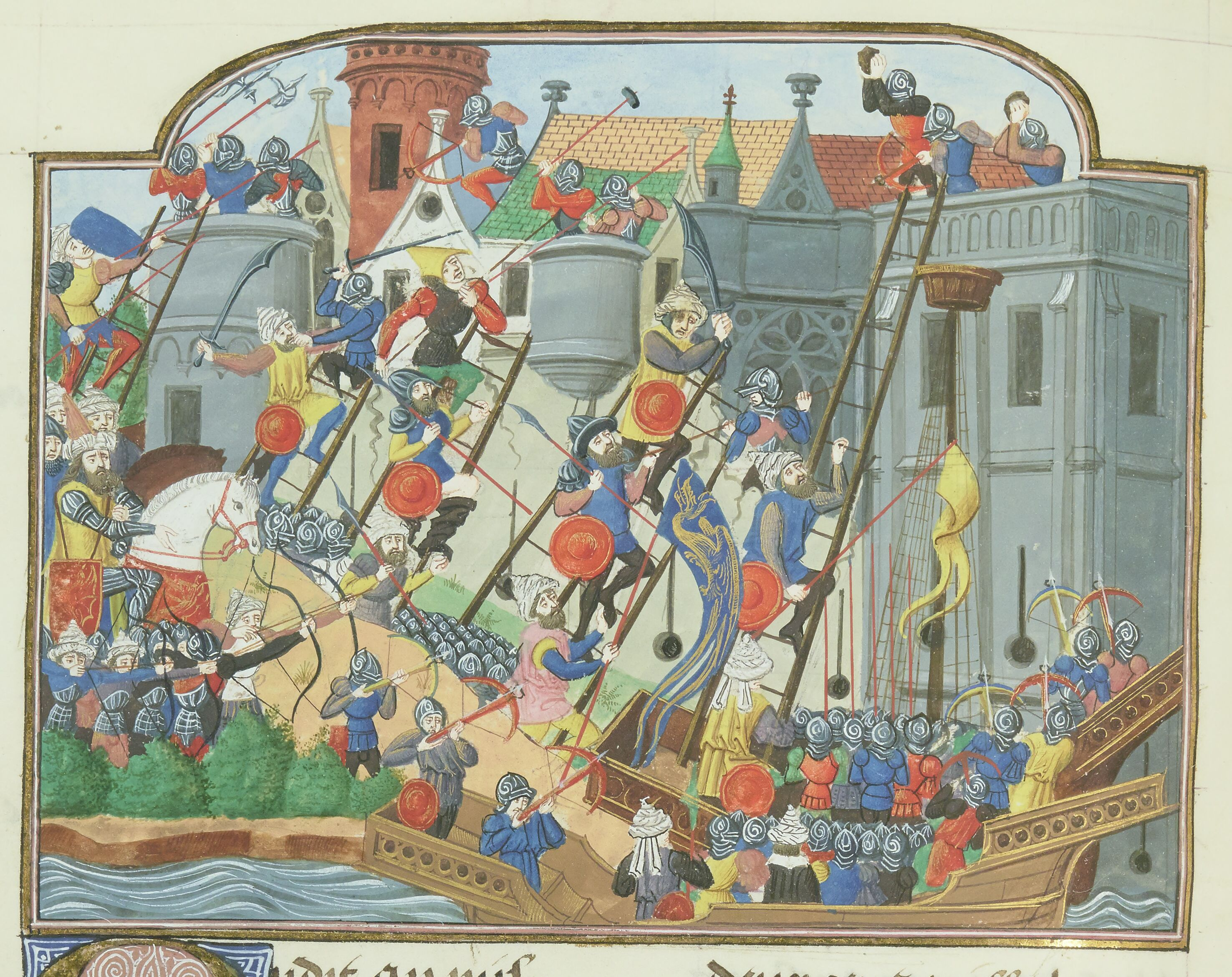

Контрвалаційна лінія (від лат. contra — «проти» та vallatio — «укріплення») — неперервна лінія укріплень, яку зводили війська, що здійснювали облогу фортець, для запобігання вилазкам захисників чи проти їх спроб прорвати кільце облоги.
Створювалась в ході тривалих облог фортець на відстані 400–800 кроків від фортечних стін у вигляді суцільного рову з валом та розташованими на певній відстані одна від одної баштами чи вежами.
Вперше контрвалаційна лінія була застосована греками під час Пелопоннеської війни.
Втратила своє значення в XIX столітті.